# Óðinn Þór Ríkharðsson
Óðinn Þór Ríkharðsson (* 23. Oktober 1997 in Reykjavík) ist ein isländischer Handballspieler.

## Karriere

### Verein
Óðinn Þór Ríkharðsson spielte in seiner Heimat für die Vereine HK Kópavogur, Fram Reykjavík und FH Hafnarfjörður, bevor er 2018 zum dänischen Erstligisten GOG wechselte. Mit dem Team aus Gudme wurde er 2019 dänischer Pokalsieger. 2020 ging der 1,83 m große Rechtsaußen zum Ligakonkurrenten Team Tvis Holstebro. Im Sommer 2021 kehrte er nach Island zu KA Akureyri zurück. Im Dezember 2021 verpflichtete ihn der deutsche Zweitligist VfL Gummersbach bis zum Jahresende. Im Sommer 2022 schloss er sich dem Schweizer Erstligisten Kadetten Schaffhausen an. Mit den Kadetten wurde er 2023 Schweizer Meister und Supercupsieger. In der EHF European League 2022/23 wurde er mit 110 Toren bester Schütze des Wettbewerbs.

### Nationalmannschaft
Mit der isländischen Juniorennationalmannschaft belegte Óðinn Þór Ríkharðsson den siebten Platz bei der U-20 Europameisterschaft 2016. Mit 42 Toren war er viertbester Torschütze und wurde als bester Rechtsaußen in das All-Star-Team des Turniers gewählt.
In der isländischen A-Nationalmannschaft debütierte er 2017. Bei der Weltmeisterschaft 2019 erreichte er mit Island den elften Rang. Ebenfalls nahm er an der Weltmeisterschaft 2023 teil. Bei der Weltmeisterschaft 2025 warf er 16 Tore in sechs Spielen und belegte mit dem Team den 9. Platz.